# Episcopo (antica Grecia)
L'episcopo (in greco antico: ἐπίσκοπος?, epískopos) nell'antica Atene era il magistrato che controllava gli affari delle città soggette ad uno Stato.
A Sparta questi magistrati erano chiamati armosti e in altre città greche φύλακες (phýlakes, "custodi"); tuttavia le fonti antiche come Arpocrazione potrebbero aver confuso gli armasti, comandanti militari, con i frurarchi, i capi delle guarnigioni ateniesi. Abbiamo una testimonianza di episcopi inviati insieme ai frurarchi ad Eritre, dove svolsero le loro funzioni di controllo negli affari interni di quella polis.
Gli episcopi esercitavano un'autorità civile e partecipavano come giudici a processi minori in cui erano coinvolti i cittadini della città da cui erano inviati. Gli episcopi, secondo Aristofane, percepivano un salario da parte dello Stato e venivano eletti a sorte: ciò significa che qualsiasi cittadino poteva diventare episcopo.